# Howell Heflin
Howell Thomas Heflin (ur. 19 czerwca 1921 w Poulan, Georgia, zm. 29 marca 2005 w Tuscumbia, Alabama) – amerykański polityk, działacz Partii Demokratycznej, który w latach 1979–1997 reprezentował stan Alabama w Senacie Stanów Zjednoczonych.

## Przed rozpoczęciem kariery politycznej
Chociaż przyszedł na świat w małej miejscowości Poulan w Georgii, to jednak całe życie związany był z sąsiednią Alabamą.
Pochodził z rodziny o pewnych tradycjach politycznych. Jego wuj, J. Thomas Heflin, również pełnił funkcję senatora z Alabamy w latach 1920–1931. Howell wychowywał się z miejscowości nazwanej na cześć właśnie jego rodziny Heflin (Cleburne Count, Alabama). Rodzicami Howella byli Marvin Rutledge Heflin oraz Louise D. Strudwick.
Po ukończeniu szkół publicznych w Alabamie studiował prawo na Birmingham Southern College (który ukończył w 1942), oraz wydziale prawa University of Alabama (1948). W tym samym roku, w którym ukończył stanowy uniwersytet przyjęto go do palestry i mógł rozpocząć własną praktykę adwokacką w Tuscumbia.
W czasie II wojny światowej służył w szeregach US Marine Corps (1942–1946). Brał udział w walkach w rejonie Pacyfiku, m.in. na Bougainville oraz Guam. Za zasługi w boju odznaczono go srebrną gwiazdą (ang. Silver Star).
W roku 1952 poślubił Elizabeth Ann Carmichael, z którą miał syna Howella Thomasa juniora. Po wojnie był m.in. profesorem prawa.

## Senator Stanów Zjednoczonych
Po tym, jak prominentny senator-demokrata John Sparkman postanowił nie ubiegać się o ponowny wybór w 1978 roku Heflin, który w latach 1971–1977 stał na czele stanowego Sądu Najwyższego w Alabamie, uzyskał nominację na jego miejsce. Wtedy jeszcze Alabama, aczkolwiek zdecydowanie konserwatywna, wciąż popierała demokratów, więc Heflin z łatwością wygrał wybory.
Wybierano go ponownie na kolejne sześcioletnie kadencje senackie w 1984 oraz 1990. Ogółem w ławach izby wyższej amerykańskiego Kongresu spędził równe 18 lat.
W czasie swej kariery był jednym z bardziej konserwatywnych demokratów, co odpowiadało ogólnemu pejzażowi politycznemu na Głębokim Południu, którego część reprezentował. Opowiadał się m.in. przeciwko dopuszczeniu możliwości przerywania ciąży, ograniczeniu prawa do posiadania broni palnej. Popierał także wysłanie wojsk na wojnę w Zatoce Perskiej, czemu sprzeciwiła się większość senackich demokratów. Głosował też przeciwko federalnym prawom zakazującym dyskryminacji osób o orientacji homoseksualnej, oraz traktatowi o utworzeniu NAFTY.
Popierał jednak ustawy o wyrównywaniu szans dla ludności kolorowej (tzw. affirmative action), oraz zwalczał nominację radykalnie konserwatywnego Clarence'a Thomasa do Sądu Najwyższego Stanów Zjednoczonych. Uchodził więc co prawda bardziej za konserwatystę, ale raczej umiarkowanego.
Przez długi okres, do końca swej kadencji, Heflin przewodniczył komitetowi senackiemu ds. etyki.
W czasie swej kadencji uważano, iż ma duże szansę na nominację na sędziego Sądu Najwyższego przez prezydenta Ronalda Reagana, przy poparciu obu partii. Jednakże odrzucił sugestię, woląc pozostać w Senacie.
Nie ubiegał się o czwartą kadencję w 1996. Jego następcą wybrano republikańskiego prokuratora generalnego Alabamy Jeffa Sessionsa. Helfin był aż do roku 2018 ostatnią osobą, która reprezentowała Alabamę w Senacie USA jako demokrata (Richard Shelby został wybrany jako demokrata w 1986, ale zmienił przynależność partyjną w 1994). Dziś stan ten uchodzi za bastion Partii Republikańskiej.